# 果食主义

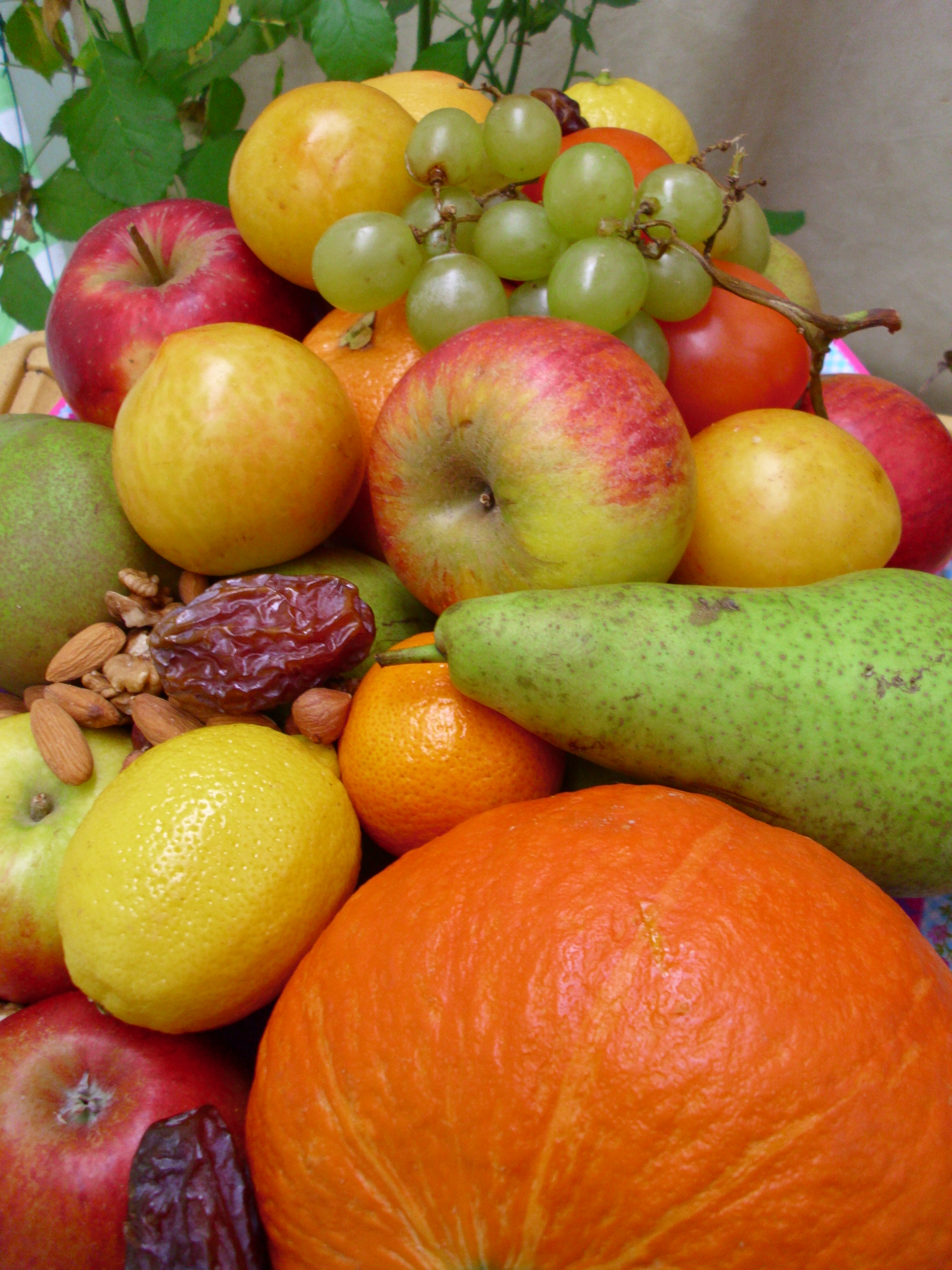
各種水果

果食主义（英語：Fruitarianism）是素食主义或純素主義的一种，主张植物同样具有不可践踏的生命，因此主义实践者只吃植物的果实。果食主义中关于果的定义来自于植物学而非日常用语，也就是说黄瓜、茄子、蕃茄、辣椒等通常不归类于水果的植物学果实是可以食用的。基於各種理由人們選擇採取果食主義，包括道德、宗教、環保、文化與健康等等。有些人的當飲食超過75%都是由果實組成便自稱為果食主義者。

## 定義
有些果食主義者只吃會從植物上自然掉落的食物，也就是不用傷害植物就能收割的食物 
，這些食物主要包括水果、堅果與種子。根據作者Adam Gollner，有些果食主義者只吃已經掉落的果實

。也有一些不吃穀物的人，他們相信這是不自然的作法
。有些人則認為不應食用會長成植物、堅果、種子及水果之前的一切植物的種子 
。還有人相信應該只吃會在被吃掉後散播種子的植物。一些果食主義者採用植物學的定義食用包括豆科植物在內的果實。也有包括生果、果乾、蜂蜜、橄欖油在內，或食用水果、堅果、種子及巧克力的人。

## 動機
一些果食主義者為猶太基督徒，根據創世紀第一章二十九節，他們認為果食主義是亞當與夏娃，也就是人類最初的飲食模式。同時他們也相信若要回歸一個伊甸園般的樂園，將需要簡單的生活與一個完全接納健康與飲食的方法。有些果食主義者(如耆那教徒)則希望避免殺害包括植物在內的任何生命，而被稱為不害的果食主義者。有些果食主義者主張吃植物的果食實際上是幫了它們一個大忙，因為有肉質的果食是演化成適合被動物所食用，藉此得以繁衍後代。

## 科學研究

### 生物學研究
在1979年，一名約翰·霍普金斯大學的古人類學家亞倫‧渥克教授(Professor Allen Walker)回報了一項關於原始人類牙齒琺琅質的初步研究，他發現人類祖先的飲食主要來自於果實。這項發現令他感到非常驚訝。

### 臨床研究
於1971年，一項由B. J. Meyer所主導的短期研究被發表在南非醫學期刊(South African Medical Journal)上。內容提到純果食者其體內的血脂與葡萄糖耐受度都有所進步。根據該研究中更進一步的試驗，對於一些過重的試驗者在嘗試果食法之後，其理想體重有下降的趨勢。

## 著名的果食主義者
一些知名的果食主義鼓吹者，或其飲食習慣被認為是果食主義者包括以下人物：
- 伊迪·阿敏，烏干達的軍事獨裁者，他在流亡到沙烏地阿拉伯的期間成為了一名果食主義者。[20]
- 莫罕達斯·卡拉姆昌德·甘地，更為人知的是他身為印度政治與靈性導師聖雄甘地的這個名字，他持續了果食主義超過了五年以上。[21] 然而他之後因為肋膜炎，在醫生的強迫下停止了這樣的飲食模式回歸素食主義。[22][23]
- 本·克拉森（英语：Ben Klassen），白人種族至上主義者，是創意運動的創辦人。[24] 他鼓吹純果實飲食應包含水果、蔬菜和堅果。[25]
- 史提夫·賈伯斯，他將自己的公司命名為"蘋果公司"就是因為當時他正在實驗性地嘗試果食主義。[26]
- 周兆祥：在香港提倡果食及生食的翻譯講師。